# Lophuromys medicaudatus
Lophuromys medicaudatus är en däggdjursart som beskrevs av Fritz Dieterlen 1975. Lophuromys medicaudatus ingår i släktet borstpälsade möss, och familjen råttdjur. Inga underarter finns listade i Catalogue of Life.
Den borstiga pälsen på ovansidan har en olivbrun färg och den är inte spräcklig. På undersidan förekommer mörk orange päls med olivgrön skugga. De mörka öronen är täckta av korta hår. Djuret har olivbruna händer och fötter. Artens svans är lite kortare än huvud och bål tillsammans och svansens undersida är ljusare än ovansidan. Honor har tre par spenar. Kroppslängden (huvud och bål) är 8,2 till 11,2 cm, svanslängden är 7,3 till 9,5 cm och vikten ligger vid 29 till 43 g. Djuret har 1,8 till 2,3 cm långa bakfötter och 1,5 till 1,9 cm stora öron.
Denna gnagare förekommer i östra Kongo-Kinshasa, västra Rwanda och sydvästra Uganda. Arten lever i bergstrakter mellan 1800 och 2500 meter över havet. Habitatet utgörs av regnskogar och träskmarker.
Arten äter ryggradslösa djur och växtdelar som frukter och frön.
Beståndet hotas av skogarnas omvandling till jordbruksmark. IUCN kategoriserar arten globalt som sårbar.